# Vladimir Sjilikovski
Vladimir Sergejevitsj Sjilikovski (Russisch: Владимир Сергеевич Шилыковский) (Vladimir 3 april 1933 - Moskou 7 april 1987) was een schaatser uit de Sovjet-Unie. Door een ziekte op jonge leeftijd had Sjilikovski maar één arm.
Vladimir Sjilikovski was actief in de periode dat er internationaal drie kampioenschappen werden verreden. Hij nam tweemaal deel aan de Olympische Winterspelen (in 1956 en 1960). Zijn deelname aan de Winterspelen van 1956 in Cortina d'Ampezzo was zijn internationaal schaatsdebuut. Op de enige afstand die hij schaatste, de 10.000 meter, werd hij zestiende. Bij zijn tweede deelname op de Winterspelen van 1960 in Squaw Valley nam hij weer alleen deel op de 10.000 meter, nu eindigde hij als twintigste.
Tussendoor beleefde hij zijn sportieve hoogtepunt door zowel bij de Europese- als de Wereldkampioenschappen de zilveren medaille te winnen. Op het EK van 1958 in het Zweedse Eskilstuna eindigde hij met slechts 0,1 punt achter landgenoot Oleg Gontsjarenko en op het WK van 1958 in Helsinki eindigde hij weer achter Gontsjarenko, nu met 0,2 punt achterstand.

## Resultaten
| Jaar | EK Allround | WK Allround | Olympische Spelen |
| ---- | ----------- | ----------- | ----------------- |
| 1956 |             |             | 16e 10.000m       |
| 1957 |             |             |                   |
| 1958 | Zilver      | Zilver      |                   |
| 1959 |             | NC20        |                   |
| 1960 |             |             | 20e 10.000m       |

### Medaillespiegel
| Kampioenschap | Goud · | Zilver · | Brons · |
| ------------- | ------ | -------- | ------- |
| EK Allround   | 0      | 1        | 0       |
| WK Allround   | 0      | 1        | 0       |